# 스타드 드 라 메노
스타드 드 라 메노(프랑스어: Stade de la Meinau)는 프랑스 스트라스부르에 있는 축구 경기장으로, 흔히 라 메노(La Meinau)라는 이름으로 부르기도 한다. RC 스트라스부르의 홈 구장으로 사용되고 있으며 29,320명을 수용할 수 있다. 1938년 FIFA 월드컵과 UEFA 유로 1984 경기장으로 선정되었으며 수많은 콘서트가 이 곳에서 열렸다. 1988년 요한 바오로 2세 교황이 미사를 올린 곳이기도 하다.